# 2012 KA
2012 KA – planetoida z Grupy Apolla należąca do planetoid bliskich Ziemi (NEA).
Planetoida została odkryta 16 maja 2012 w obserwatorium na Mount Lemmon; jej średnica wynosi pomiędzy 4,5 a 10 metrów. Dzień po jej odkryciu, 17 maja, planetoida przeszła w bezpośredniej bliskości Ziemi, około 0,6 odległości Ziemi od Księżyca.  Przejścia planetoid tego typu w pobliżu Ziemi są stosunkowo częste (kilka dni wcześniej koło Ziemi przeleciała 2012 JU) i nie stanowią bezpośredniego zagrożenia dla Ziemi (obiekty tej wielkości spalają się całkowicie w atmosferze Ziemi – np. meteoryt z Sutter’s Mill).